# Agelastica
Agelastica là một chi bọ cánh cứng trong họ Chrysomelidae.
Chi này được Chevrolat miêu tả khoa học năm 1837.

## Các loài
Các loài trong chi này gồm:
- Agelastica alni (Linnaeus, 1758)
- Agelastica bimaculata (Bertoloni, 1868)
- Agelastica coerulea Baly, 1860
- Agelastica cyanicollis (Jacoby, 1884)
- Agelastica lineata Blackburn, 1888
- Agelastica orientalis (Baly, 1878)